# 古畑新之
古畑 新之（ふるはた にいの、1991年2月27日 - ）は、日本の俳優。
フランス・パリ生まれ。所属事務所はCurtis Brown 

## 略歴・人物
2014年、舞台『海辺のカフカ』の田村カフカ役に起用され、本格的な演技初経験となる。同作演出の蜷川幸雄は、古畑の起用理由を「演劇的にあまり訓練されすぎない、未完成な魂を持っているところが良かった。心がぶれてバイブレーションを起こせる、危うさを持っている少年というイメージにぴったりだった。」と明かしている。
2016年、テレビ朝日系ドラマ『グ・ラ・メ!〜総理の料理番〜』でテレビドラマ初レギュラー。

## 出演

### 舞台
- 海辺のカフカ: Kafka on the shore（2014年、2015年、2019年） - 田村カフカ 役[6]
- お気に召すまま :  As You Like it   (2017年)-  ウイリアム役　マイケル・メイヤー  :  William Shakespeare
- Afterlife  (2021年）- Young Ichiro Watanabe and Henry Thompson ：ロイヤル・ナショナル・シアター  : Jack Thorne  : Jeremy Herrin
- Heaven : Ninomiya : Director Jack McNamura  : London Literature Festival : South Bank Center
- となりのトトロ：My neighbour Totoro : Kanta : Director Phelim McDermott : RSC :  Barbican

### 映画
- THE LIMIT OF SLEEPING BEAUTY-リミット・オブ・スリーピング ビューティ- (2017年) - ブッチ 役
- スパゲティコード・ラブ（2021年、丸山健志監督） - 目室翼 役[8][9]
- 47RONIN -ザ・ブレイド- (2022年）
- Tetris : Yamauchi's assistant（2023年）

### テレビドラマ
- ドラマスペシャル 松本清張「霧の旗」（2014年、テレビ朝日） - 柳田正夫 役
- NHKスペシャル 「NEXT WORLD 私たちの未来」 第5回（2015年、NHK）
- 北陸新幹線 / Friend-Ship Project　～親子のバトン～（2015年2月12日 - 27日、テレビ東京） - 高橋誠 役
- グ・ラ・メ!〜総理の料理番〜（2016年7月 - 9月、テレビ朝日） - 滝川 役 [7]
- BBC One 「Doctors」（2019年、BBC）
- ITV 「McDonald and Dodds」series 3-2 : Joji Masamoto (ITV)

### CM
- Google（2013年）[2]
- Suzuki urguay (2019年)
- JINS (2023年）・

### その他
- ラコステ写真集『SUPER LACOSTE by LESLIE KEE』（2014年）
- 『LOVE 』　LESLIE KEE
- Memories - Man with a Mission : Sony Walknman PV
- Thousand Cranes  Kikuji Mitani　(2020年）BBC Radio : Jeremy Mortimer
- My Neighbour Totoro　　（2021年 ）　Royal Shakespeare Company[10]
- Doctor Who: The Seventh Doctor : Engineering Fixer